# Dolicholobium barbatum
Dolicholobium barbatum är en måreväxtart som beskrevs av M.E. Jansen. Dolicholobium barbatum ingår i släktet Dolicholobium och familjen måreväxter. Inga underarter finns listade i Catalogue of Life.